# Cryptophilharmostes
Cryptophilharmostes är ett släkte av skalbaggar. Cryptophilharmostes ingår i familjen Hybosoridae.
Kladogram enligt Catalogue of Life:
| Cryptophilharmostes | \| \| Cryptophilharmostes mahunkai \| \| \| \| \| \| Cryptophilharmostes merkli \| \| \| \| |
|                     | \| \| Cryptophilharmostes mahunkai \| \| \| \| \| \| Cryptophilharmostes merkli \| \| \| \| |
|                     | Cryptophilharmostes mahunkai                                                                |
|                     |                                                                                             |
|                     | Cryptophilharmostes merkli                                                                  |
|                     |                                                                                             |